# Bergakker
Bergakker é uma vila pertencente ao município de Tiel, na província de Guéldria, nos Países Baixos, e está situada a 2 km ao oeste de Tiel.
Em 2005, sua população era estimada em 380 habitantes.